# Вильча (Харьковская область)
Ви́льча (укр. Вільча) — поселок в Чугуевском районе Харьковской области, Украины.
Является административным центром Вильчанского поселкового совета, в который не входят другие населённые пункты.
Самый молодой населённый пункт Украины.

## Географическое положение
Посёлок городского типа Вильча находится в 3 км южнее г. Волчанск, на расстоянии в 2 км расположено сёла Цегельное и Лиман.
В посёлке железнодорожная станция Гарбузовка, в 2 км проходит автомобильная дорога Т-2104.

## История
С 1993 по 1996 в Вильчу переехали 2 тысячи жителей посёлка городского типа Вильча Киевской области, находившейся в 45 км от реактора Чернобыльской АЭС. Сразу после аварии «зоной смерти» была признана лишь территория в радиусе 30 км от ЧАЭС..
По данным переписи 2001 года население составляло 1658 человек.
По административному делению республики Украина входит в Волчанскую городскую общины.

## Современность
В посёлке при строительстве было проведено освещение улиц, построены хорошие дороги. Дома были обеспечены центральным водоснабжением, отоплением, газом и канализацией.
В посёлке 676 дворов.
В посёлке достаточно высокий уровень безработицы и смертности.

## Объекты социальной сферы
- Детский сад.
- Школа.
- Две церкви.
- Вильчанская амбулатория семейной медицины.
- Волчанский гериатрический пансионат.

## Экономика
В посёлке очень высокий уровень безработицы. Из рабочих предприятий следует выделить только «Вильчанский комбинат коммунальных предприятий».

## Предприятия
- Вильчанский комбинат коммунальных предприятий.
- «ЛИМАН-ВИЛЬЧА», ООО.

## Образование и культура
Современная школа, построенная в посёлке, рассчитана на 844 ученика, однако из-за демографических проблем сейчас в школе обучается всего 219 учеников. Школа обеспечена современным компьютерным классом.

## Религия
- Церковь Владимира равноапостольного[6].